# Simetria circular e esférica
A simetria circular em física matemática aplica-se a um campo bidimensional que pode ser expresso apenas como função da distância a um ponto central. Isto significa que todos os pontos em um mesmo círculo assumem o mesmo valor do campo. Tal simetria é utilizada em matemática. Um exemplo seria a intensidade do campo magnético em um plano perpendicular a um fio onde passa corrente. Uma simetria circular clássica consistiria em círculos concêntricos.
O equivalente tridimensional é a simetria esférica. Um campo escalar possui simetria esférica se depender apenas da distância à origem, como o potencial de uma força central. Já um campo vetorial tem simetria esférica se está orientado na direção radial, para dentro ou para fora, cuja intensidade e sentido (para dentro/para fora) dependem apenas da distância à origem, tal como uma força central.